# Accord de Perth
L'accord de Perth (en anglais : Perth Agreement) est un accord conclu le 28 octobre 2011 entre les chefs de gouvernement des seize royaumes du Commonwealth à l'occasion du 22e CHOGM à Perth (Australie). L'accord porte sur les changements des lois de succession pour le trône. Il est transposé dans la loi britannique par l'Acte de succession à la Couronne de 2013. Les principales modifications proposées sont les suivantes :
- Le remplacement de la primogéniture de préférence masculine par la primogéniture absolue ;
- L'abolition de l'exclusion de l'ordre de succession des dynastes ayant épousé des catholiques romains ;
- La réduction du nombre des dynastes dont le mariage doit être autorisé par le souverain ;

L'interdiction faite aux non-protestants de devenir monarque et l'obligation pour ce dernier d'être en communion avec l'Église d'Angleterre ne sont, quant à elles, pas modifiées.
Le Statut de Westminster de 1931 prévoit que toute modification des lois de succession au trône reçoive le consentement de l'ensemble des royaumes du Commonwealth, ce qui a rendu le processus de mise en œuvre de l'accord long et complexe. Il y a alors seize royaumes du Commonwealth, des États indépendants qui partagent la même personne comme chef d'État et monarque constitutionnel : le Royaume-Uni, Antigua-et-Barbuda, l'Australie, les Bahamas, la Barbade, le Belize, le Canada, la Grenade, la Jamaïque, la Nouvelle-Zélande, la Papouasie-Nouvelle-Guinée, Saint-Christophe-et-Niévès, Saint-Vincent-et-les-Grenadines, Sainte-Lucie, les Îles Salomon et les Tuvalu.
En décembre 2012, tous les gouvernements de ces royaumes ont approuvé l'accord. Le jour où les changements entrent en vigueur, le 26 mars 2015, les premières personnes directement touchées sont les enfants de Lady Davina Lewis : les places de son fils Tane (né en 2012) et de sa fille Senna (née en 2010) dans l'ordre de succession sont inversées, les hommes nés après le 28 octobre 2011 — date d'adoption de l'accord — ne précédant plus leurs sœurs aînées.

## Contexte
La succession au trône dans chacun des royaumes du Commonwealth est régie à la fois par la common law et par la loi. La Couronne est transmise par primogéniture de préférence masculine, c'est-à-dire que la succession passe d'abord aux fils légitimes du monarque (ou du dynaste le plus proche) et à leurs descendants légitimes, par ordre de naissance, puis à leurs filles et à leurs descendants légitimes, toujours par ordre de naissance, de sorte que les fils héritent toujours avant leurs sœurs, les enfants aînés avant les plus jeunes, et les descendants avant les parents collatéraux.
La succession au trône est également régie par les Actes d'Union de 1707, qui reprennent les dispositions de l'Acte d'Établissement de 1701, et la Déclaration des droits de 1689. À l'origine, ces lois limitaient la succession aux descendants légitimes de Sophie, électrice de Hanovre (mère de George Ier), et excluaient les catholiques romains ou ceux qui avaient épousé des catholiques romains. Les descendants de ceux qui avaient été exclus pour être catholiques romains ou s'être mariés avec des catholiques romains pouvaient néanmoins être éligibles à la succession. En vertu d'une convention explicitée dans le préambule du Statut de Westminster de 1931, les lois de succession ne peuvent pas être modifiées sans l'assentiment de l'ensemble des royaumes.
Des contestations ont été faites contre l'Acte d'Établissement, notamment contre ses dispositions concernant les catholiques romains et la préférence masculine. Au Canada, où cet acte fait partie du droit constitutionnel, Tony O'Donohue (en) a notamment contesté les dispositions excluant les catholiques romains du trône, et faisant du monarque du Canada le gouverneur suprême de l'Église d'Angleterre. En 2002, il intente une action en justice en soutenant que l'Acte d'Établissement viole la Charte canadienne des droits et libertés mais l'affaire est rejetée en 2005 par la Cour d'appel de l'Ontario.
Au Royaume-Uni, un débat a eu lieu sur l'abrogation de la clause empêchant les « papistes » (catholiques romains) ou ceux qui en épousent un de monter sur le trône britannique. En 1999, le Parlement écossais adopte à l'unanimité une motion demandant la suppression de toute discrimination liée à la monarchie et l'abrogation de l'Acte d'Établissement. Un projet de loi d'initiative parlementaire est présenté à la Chambre des lords en décembre 2004, mais le gouvernement travailliste de Tony Blair bloque cette tentative de révision des lois de succession, affirmant que cela soulèverait trop de questions constitutionnelles. La question est de nouveau soulevée en janvier 2009 lorsqu'un second projet de loi d'initiative parlementaire est présenté. En 2011, le député Keith Vaz présente à la Chambre des communes un projet de loi visant à modifier l'Acte d'Établissement de 1701 afin d'en supprimer les dispositions relatives aux catholiques romains et de remplacer la primogéniture de préférence masculine par la primogéniture absolue.

## Propositions

### Règles de succession
En 2011, le vice-Premier ministre du Royaume-Uni, Nick Clegg, annonce que le gouvernement britannique envisage de modifier les règles de succession,. Dans le même temps, il est rapporté que le Premier ministre David Cameron a écrit aux Premiers ministres de chacun des quinze autres royaumes du Commonwealth pour leur demander leur soutien, et les informer qu'il soulèverait ses propositions lors de la 22e réunion des chefs de gouvernement du Commonwealth (CHOGM) ayant lieu à Perth, en Australie-Occidentale.
Bien que des discussions aient lieu pendant le sommet, il s'agit là d'un accord parallèle à l'ordre du jour, car la plupart des États membres du Commonwealth n'ont pas une forme de gouvernement monarchique. Le 28 octobre 2011, les Premiers ministres de l'ensemble des royaumes du Commonwealth acceptent de soutenir les changements proposés,. Les changements consistent à remplacer la primogéniture de préférence masculine par la primogéniture absolue pour tous les dynastes nés après le 28 octobre 2011, à mettre fin à la disqualification des personnes ayant épousé des catholiques et à limiter le nombre de personnes devant obtenir la permission du monarque pour se marier. L'interdiction faite aux catholiques romains de devenir monarque serait maintenue. Le projet de loi présenté au Parlement du Royaume-Uni servirait de modèle pour les lois devant être adoptées par les Parlements de certains autres royaumes. La reine Élisabeth II soutient ces changements,,.
David Cameron déclare : « l'idée qu'un fils cadet devienne monarque à la place d'une fille aînée simplement parce qu'il est un homme, ou qu'un futur monarque puisse épouser une personne de n'importe quelle confession sauf catholique, est en contradiction avec les pays modernes que nous sommes devenus ». Interrogé sur le maintien de l'obligation pour le souverain d'être protestant, le Premier ministre indique que « le monarque doit être en communion avec l'Église d'Angleterre car il est le chef de cette Église ».

### Mariages royaux
Parallèlement aux changements des règles de succession, David Cameron propose que la nécessité du consentement du monarque pour les mariages au sein de la famille royale soit limitée aux six premières personnes dans l'ordre du succession au trône. En application du Royal Marriages Act 1772, presque tous les descendants du roi George II doivent en effet obtenir la permission de la reine pour se marier, ce qui, en 2011, représente des milliers de personnes. Tant que le Royal Marriages Act 1772 est en vigueur, se marier sans cette permission rend le mariage nul. En vertu de la nouvelle loi proposée, tout mariage déjà officialisé qui était jugé invalide en vertu de la loi de 1772 est légalisé rétroactivement ; les descendants issus d'un tel mariage restent toutefois exclus de l'ordre de succession au trône afin de garantir que la validité de la descendance de la Couronne depuis George II jusqu'à nos jours ne soit pas être affectée. Ces changements sont approuvés par les autres dirigeants du Commonwealth,.

### Réactions
Les propositions de David Cameron sont soutenues par la Première ministre australienne, Julia Gillard, qui déclare : « On peut s'attendre à ce que la première femme australienne Premier ministre soit très enthousiaste à l'égard d'un changement qui équivaut à l'égalité des femmes dans un nouveau domaine ». Le Premier ministre canadien Stephen Harper se dit « favorable » à ces changements, qu'il considère comme des « modernisations évidentes »,. La Ligue monarchiste du Canada se prononce également pour cet accord, tout comme l'organisation Monarchy New Zealand (en). Un sondage réalisé en février 2013 indique que 73 % des Canadiens sont favorables à ces changements.
Le Premier ministre écossais, Alex Salmond, se fait plus critique, déclarant : « Il est profondément décevant que la réforme ne soit pas parvenue à supprimer l'obstacle injustifiable qui empêche un catholique de devenir monarque ». Tout en saluant les changements sur l'égalité des sexes, le journal The Guardian critique également l'absence de décision sur cette disposition, estimant qu'elle « attise une hostilité religieuse que le reste de l'Europe dépassait déjà ».
Le Pr Robert Hazell et le Dr Bob Morris indiquent que « les [autres] royaumes étaient libres de modifier leurs Constitutions sans en référer au Royaume-Uni, mais que ce dernier ne pouvait pas le faire à cette occasion sans demander le consentement des royaumes ; les royaumes étaient relativement plus libres de modifier leurs Constitutions que le Royaume-Uni lui-même » ; ils soulignent cependant que le fait que le changement des lois de succession ait été initié par le gouvernement du Royaume-Uni rappelle aux autres royaumes du Commonwealth que « leur Couronne est dérivée, voire subordonnée » à la Couronne britannique,.

## Processus législatifs
Le secrétaire du Cabinet de Nouvelle-Zélande préside un groupe de travail chargé de discuter de la meilleure façon de mettre en place les changements dans tous les royaumes du Commonwealth,. Les royaumes conviennent que le Royaume-Uni serait le premier à rédiger une loi mais que celle-ci ne serait pas introduite sans l'accord des autres royaumes et qu'elle n'entrerait pas en vigueur avant que les dispositions nationales appropriées ne soient prises dans les autres royaumes.
Le 2 décembre 2012, le gouvernement britannique reçoit l'accord final, ratifié par les gouvernements des quinze autres royaumes du Commonwealth. Le 4 décembre 2012, après l'annonce de la grossesse de la duchesse de Cambridge, Nick Clegg annonce la réception de cet accord, ajoutant que les gouvernements des autres royaumes du Commonwealth ont confirmé qu'ils seraient « en mesure de prendre les dispositions nécessaires dans leurs propres pays ». Alors que certains royaumes s'en remettent à la législation britannique, d'autres adoptent leurs propres lois concernant les changements de succession (dont l'Australie, le Canada et la Nouvelle-Zélande).

### Chronologie
| Royaume                         | Processus parlementaire | Sanction royale |
| ------------------------------- | --- | --- |
| Antigua-et-Barbuda              | Le gouvernement du royaume indique que la législation nationale n'est pas nécessaire pour mettre en œuvre les changements. | Le gouvernement du royaume indique que la législation nationale n'est pas nécessaire pour mettre en œuvre les changements. |
| Australie                       | Acte de succession à la Couronne, adopté le 19 mars 2015,.                                                                 | 24 mars 2015 |
| Bahamas                         | Le gouvernement du royaume indique que la législation nationale n'est pas nécessaire pour mettre en œuvre les changements. | Le gouvernement du royaume indique que la législation nationale n'est pas nécessaire pour mettre en œuvre les changements. |
| Barbade                         | Loi sur la succession au trône, adoptée à l'Assemblée le 15 novembre 2013 et au Sénat le 20 novembre 2013.                 | NC |
| Belize                          | Le gouvernement du royaume indique que la législation nationale n'est pas nécessaire pour mettre en œuvre les changements. | Le gouvernement du royaume indique que la législation nationale n'est pas nécessaire pour mettre en œuvre les changements. |
| Canada                          | Loi sur la succession au trône, adoptée le 26 mars 2013.                                                                   | 27 mars 2013 |
| Grenade                         | Le gouvernement du royaume indique que la législation nationale n'est pas nécessaire pour mettre en œuvre les changements. | Le gouvernement du royaume indique que la législation nationale n'est pas nécessaire pour mettre en œuvre les changements. |
| Jamaïque                        | Le gouvernement du royaume indique que la législation nationale n'est pas nécessaire pour mettre en œuvre les changements. | Le gouvernement du royaume indique que la législation nationale n'est pas nécessaire pour mettre en œuvre les changements. |
| Nouvelle-Zélande                | Acte de succession à la Couronne, adopté le 10 décembre 2013.                                                              | 17 décembre 2013 |
| Papouasie-Nouvelle-Guinée       | Le gouvernement du royaume indique que la législation nationale n'est pas nécessaire pour mettre en œuvre les changements. | Le gouvernement du royaume indique que la législation nationale n'est pas nécessaire pour mettre en œuvre les changements. |
| Royaume-Uni                     | Acte de succession à la Couronne, adopté le 22 avril 2013.                                                                 | 25 avril 2013 |
| Saint-Christophe-et-Niévès      | Acte de succession à la Couronne, adopté le 8 juillet 2013.                                                                | NC |
| Sainte-Lucie                    | Le gouvernement du royaume indique que la législation nationale n'est pas nécessaire pour mettre en œuvre les changements. | Le gouvernement du royaume indique que la législation nationale n'est pas nécessaire pour mettre en œuvre les changements. |
| Saint-Vincent-et-les-Grenadines | Acte de succession à la Couronne, adopté le 3 juillet 2013.                                                                | 4 juillet 2013 |
| Îles Salomon                    | Le gouvernement du royaume indique que la législation nationale n'est pas nécessaire pour mettre en œuvre les changements. | Le gouvernement du royaume indique que la législation nationale n'est pas nécessaire pour mettre en œuvre les changements. |
| Tuvalu                          | Le gouvernement du royaume indique que la législation nationale n'est pas nécessaire pour mettre en œuvre les changements. | Le gouvernement du royaume indique que la législation nationale n'est pas nécessaire pour mettre en œuvre les changements. |

### Entrée en vigueur
L'ensemble des changements induits par l'accord de Perth entrent en vigueur le 26 mars 2015, par des ordonnances actant la législation adoptée dans sept royaumes : Australie, Barbade, Canada, Nouvelle-Zélande, Saint-Christophe-et-Niévès, Saint-Vincent-et-les-Grenadines et Royaume-Uni. Les autres royaumes (Antigua-et-Barbuda, Bahamas, Belize, Grenade, Jamaïque, Papouasie-Nouvelle-Guinée, Sainte-Lucie, Îles Salomon et Tuvalu) ont conclu qu'aucune loi n'était nécessaire.

## Ordre de succession actuel
Selon les nouvelles règles de succession, seules les six premières personnes dans l'ordre de succession au trône doivent avoir l'autorisation du monarque pour se marier. En 2025, les six premières personnes sont les suivantes, :
1. Prince William, prince de Galles, fils aîné du roi Charles III (né le 21 juin 1982) ;
2. Prince George de Galles, fils aîné du prince de Galles (né le 22 juillet 2013) ;
3. Princesse Charlotte de Galles, fille du prince de Galles (née le 2 mai 2015) ;
4. Prince Louis de Galles, fils cadet du prince de Galles (né le 23 avril 2018) ;
5. Prince Henry, duc de Sussex, fils cadet du roi Charles III (né le 15 septembre 1984) ;
6. Prince Archie de Sussex, fils du duc de Sussex (né le 6 mai 2019).